# 富士市立吉原東中学校
富士市立吉原東中学校（ふじしりつ  よしわらひがしちゅうがっこう）は、静岡県富士市比奈にあった公立中学校。
校地面積は17,360㎡（うち校舎面積2,399㎡、屋体面積1,578㎡）。通学区は、吉永第一小学校区（ただし中比奈町１.２.３、西比奈町１.２.３を除く）である。

## 沿革

### 吉原市立穆清中学校との関係
富士市立吉原東中学校の実質的な前身校は、吉永村立（のち吉原市立）穆清（ぼくせい）中学校である。第二次世界大戦後、学制改革の一環として文部省は1947年（昭和22年）4月から新制中学の発足を促した。富士地区では「富士地区学制促進協議会」が組織された。こうした中、同年4月27日に吉永第一小学校の教室を借用して発足したのが、吉永村立穆清中学校であった（当初の生徒数は384名）。翌1948年（昭和23年）12月23日に、校舎落成式を迎えた。
しかし、隣接地域にあった原田中学校との統合議論が紛糾したため、公的記録はすべて吉原東中学校を「新設校」として扱っている。

### 年表
- 1962年（昭和37年）
- 4月1日 - 吉原市立吉原東中学校設立認可（吉原第三中学校の敷地）
- 10月15日 - 開校式（吉原商業高校の校舎）
- 1964年（昭和39年）9月19日 - 校地決定（旧穆清中学校の敷地）
- 1965年（昭和40年）6月8日 - 校舎落成
- 1966年（昭和41年）11月1日 - 市町村合併に伴って「富士市立吉原東中学校」に改称
- 1989年（平成元年）4月1日 - 男子髪型自由化
- 2004年（平成16年） - 首都大学東京助教授（当時）であった小国喜弘の助言を得て、「協同的な学び」を取り入れた学習を始める[5][6]
- 2016年（平成28年）9月15日 - 新体育館落成

## 設立経緯

### 統合をめぐる是非
穆清中学校と原田中学校の統合をめぐる大紛争が起こったのは、1959年（昭和34年）3月から1960年（昭和35年）4月にかけてであった。両校の統合に反対する穆清中学校存続同士会は、「1. 位置が悪い。風致上よくない。2. 「穆清」の校名を消したくない。3. 地元議員が反対者の声を無視している。」という陳情を出した。しかし、当時の吉原市は、これを良しとせずに統合計画を進めたので、地元住民たちの強い反発を招いた。
1959年（昭和34年）6月29日、存続同志会の約400名が20余本の旗のぼりを立てながら吉原市役所構内に押しかけて、嘆願書を提出した。このとき50名は議会傍聴席に入り、他の者たちは議事堂と市役所の廊下に居座りをつづけた。同年7月12日、存続同士会は「1. 当時の前議会地元議員が、反対者のあるのを省みず「地元は賛成」と虚偽の報告をした。2. 位置についても同様。3. 理想的校舎を廃止する必要なし。4. 校名の「穆清」にはこだわらない。」と譲歩したうえで再度、陳情を行っている。
これに対して市当局は、「1. 小規模学校より大規模の方が生徒の成績は向上する。2. 現在の小学校数および幼児数から統計的に見て、昭和37年度を頂点に生徒数は減少する。3. 位置は原田、吉永にまたがり環境上からも好適地。4. 原田、吉永両中学を合しても二中と同程度であり、文部省の大規模奨励にもそう」という主張を展開した。そして「提案ー議決ー執行」の法的手続きに瑕疵がないことを理由に、地元住民に対する丁寧な説明を行わないまま、年度末を迎えることとなる。

### 吉原第三中学校への「統合」
1960年（昭和35年）2月になると、原田地区から統合の是非にかかわらず、校舎新設を求める声が挙がった。一方で、統合反対を訴える約500名の住人は、同3月6日に市役所を訪れて、嘆願書をみたび提出した。これらを受けて、市議会特別委員会が「1. 第三中学校は計画通り建設する。2. 穆清中学は父兄が希望するならば第四中学校とする。」ことを取り決めたので、統合に対する反対運動はいちど沈静化した。ところが、そののち、学校の統廃合を目論む吉原市側が老朽化した穆清中学校校舎の増改築を認めなかったため、吉原東中学校学区の地域役職者（各町内会長・市嘱託委員・納税委員など）50名が総辞職し、地元議員3名が辞表を提出するに至る。
しかし、1960年（昭和35年）3月24日、静岡県教育委員会が発令した教職員移動によって、市の計画通り「原田、穆清両中学を統合し第三中学とする」ことになる。統合を断行した行政に対抗するべく、存続同志会区域の約850世帯の父兄が分離運動や県当局への陳情を行った。同年4月1日に行われた吉原第三中学校（穆清教場）の入学式には、存続同志会メンバーらの子弟らが参加しなかったため、中止となった（翌2日も臨時休校）。入学式当日の夜、同志会メンバー200名たちは、助役・正副議長・教育委員・教育委員会と会談する。だが、この会談は紛糾して、付近に待機していた吉原署の武装警察官25名が出動するほどの騒ぎとなった。とはいえ、6日に吉原第三中学校の穆清教場へ登校した生徒は約300名（全校生徒は約500名）に上った。一方で存続同志会側も、子弟らの新学年授業が遅れることを心配して、5日から男子は公会堂、女子は長学寺に分散して授業を開始した。

### 吉原第三中学校からの「分離」
1960年（昭和35年）4月4日、渡辺彦太郎県議（のちの富士市長）と中井芳太郎県議の調停によって、存続同志会と市当局の協議が開催された。その結果、「1．発足した第三中学校は35、36年度は予定通りとし、校舎は予定地に建てる。2. その間、旧穆清中学校は三中穆清教場とするが、37年度より第四中学校とする。」ことが取り決められた。こうして、1962年（昭和37年）10月15日、吉原市立吉原東中学校が設立されることになった。
校名をめぐっては、地元住民たちが吉原第四中学校という名前を拒否した一方で、教育委員会は穆清の名前を許さなかった。さらに地名の吉永を使う案も、西部が吉原第三中学校の学区に入るので却下された。そこで、「吉原市の東に位する中学校」であり、「東は日の出と物の始め一を思わせる文字でもある」ことから吉原東中学校と命名された。
吉原第三中学校から「分離」することになったため、吉原市立吉原商業高校の北校舎一階を仮校舎として授業を開始した。初代校長は、吉原商業高校の運動場・特別教室・プールなどの施設を使うにあたって、さまざまな制約があったので窮屈な思いをした、とのちに回想している。

## 校訓・校歌

### 建学の精神
「穆如清風」  - 穆として清風の如し - 
生駒藤之が、吉永地区の穆清舎（現在の富士市立吉永第一小学校）に与えた名前に因む。 

### 校歌
作詞：水野善蔵
作曲：地子給秀雄
作詞者の水野善蔵は、吉原市立吉原東中学校が開校したときに同校教頭を務めていた。
作曲者の地子給秀雄は、吉原市立吉原商業高校の元教諭で、同校や富士市立岩松北小学校の校歌も作曲している。

## 学級・生徒数
|                    | 学級数 | 学級数 | 学級数 | 学級数 | 生徒数 | 生徒数 | 生徒数 |
| 年度               | 1年    | 2年    | 3年    | 合計   | 男     | 女     | 合計   |
| ------------------ | ------ | ------ | ------ | ------ | ------ | ------ | ------ |
| 1970年（昭和45年） |        |        |        | 6      |        |        | 178    |
| 1971年（昭和46年） | 2      | 2      | 2      | 6      | 90     | 98     | 188    |
| 1972年（昭和47年） | 2      | 2      | 2      | 6      | 87     | 105    | 192    |
| 1973年（昭和48年） | 2      | 2      | 2      | 6      | 87     | 95     | 182    |
| 1974年（昭和49年） | 2      | 2      | 2      | 6      | 89     | 101    | 190    |
| 1975年（昭和50年） | 2      | 2      | 2      | 6      | 90     | 93     | 183    |
| 1976年（昭和51年） | 2      | 2      | 2      | 6      | 86     | 98     | 184    |
| 1977年（昭和52年） | 2      | 2      | 2      | 6      | 82     | 93     | 175    |
| 1978年（昭和53年） | 2      | 2      | 2      | 6      | 77     | 97     | 174    |
| 1979年（昭和54年） | 2      | 2      | 2      | 6      | 93     | 108    | 201    |
| 1980年（昭和55年） | 2      | 2      | 2      | 6      | 105    | 117    | 222    |
| 1981年（昭和56年） | 3      | 2      | 2      | 7      | 121    | 131    | 252    |
| 1982年（昭和57年） | 3      | 3      | 2      | 8      | 140    | 140    | 280    |
| 1983年（昭和58年） | 3      | 3      | 3      | 9      | 161    | 138    | 299    |
| 1984年（昭和59年） | 3      | 3      | 3      | 9      | 159    | 150    | 309    |
| 1985年（昭和60年） | 3      | 3      | 3      | 9      | 166    | 151    | 317    |
| 1986年（昭和61年） | 3      | 3      | 3      | 9      | 159    | 150    | 309    |
| 1987年（昭和62年） | 3      | 3      | 3      | 9      | 161    | 134    | 295    |
| 1988年（昭和63年） | 2      | 2      | 3      | 7      | 136    | 124    | 260    |
| 1989年（平成元年） | 2      | 2      | 2      | 6      | 114    | 120    | 234    |
| 1990年（平成2年）  | 3      | 2      | 2      | 7      | 117    | 114    | 231    |
| 1991年（平成3年）  | 3      | 4      | 3      | 10     | 126    | 122    | 248    |
| 1992年（平成4年）  | 3      | 3      | 4      | 9      | 136    | 120    | 256    |
| 1993年（平成5年）  | 2      | 3      | 3      | 8      | 125    | 118    | 243    |
| 1994年（平成6年）  | 2      | 2      | 3      | 7      | 116    | 115    | 231    |
| 1995年（平成7年）  | 2      | 2      | 2      | 6      | 102    | 93     | 195    |
| 1996年（平成8年）  | 2      | 2      | 2      | 6      | 104    | 95     | 199    |
| 1997年（平成9年）  | 3      | 2      | 2      | 7      | 112    | 96     | 208    |
| 1998年（平成10年） | 2      | 3      | 2      | 7      | 112    | 105    | 217    |
| 1999年（平成11年） | 2      | 2      | 3      | 7      | 122    | 110    | 232    |
| 2000年（平成12年） | 2      | 2      | 2      | 6      | 102    | 100    | 202    |
| 2001年（平成13年） | 2      | 2      | 2      | 6      | 105    | 106    | 211    |
| 2002年（平成14年） | 2      | 2      | 2      | 6      | 91     | 103    | 194    |
| 2003年（平成15年） | 2      | 2      | 2      | 6      | 89     | 101    | 190    |
| 2004年（平成16年） | 2      | 2      | 2      | 6      | 89     | 79     | 168    |
| 2005年（平成17年） | 2      | 2      | 2      | 6      | 86     | 85     | 171    |
| 2006年（平成18年） | 2      | 2      | 2      | 6      | 95     | 86     | 181    |
| 2007年（平成19年） | 2      | 2      | 2      | 6      | 90     | 85     | 175    |
| 2008年（平成20年） | 2      | 2      | 2      | 6      | 95     | 80     | 175    |
| 2009年（平成21年） | 2      | 2      | 2      | 6      | 98     | 72     | 170    |
| 2010年（平成22年） | 2      | 2      | 2      | 6      | 100    | 75     | 175    |
| 2011年（平成23年） | 2      | 2      | 2      | 6      | 102    | 78     | 180    |
| 2012年（平成24年） | 2      | 2      | 2      | 6      | 91     | 88     | 179    |
| 2013年（平成25年） | 2      | 2      | 2      | 6      | 82     | 31     | 173    |
| 2014年（平成26年） | 2      | 2      | 2      | 6      | 80     | 90     | 170    |
| 2015年（平成27年） | 2      | 2      | 2      | 6      | 80     | 92     | 172    |
| 2016年（平成28年） | 2      | 2      | 2      | 6      | 71     | 83     | 154    |
| 2017年（平成29年） | 2      | 2      | 2      | 6      | 71     | 71     | 142    |
| 2018年（平成30年） | 1      | 2      | 2      | 5      | 58     | 57     | 115    |
| 2019年（令和元年） | 1      | 1      | 2      | 4      | 58     | 54     | 112    |
| 2020年（令和2年）  | 1      | 1      | 1      | 3      | 47     | 51     | 98     |
| 2021年（令和３年） | 1      | 1      | 1      | 3      |        |        | 97     |

## 吉原第三中学校への編入統合

### 「富士市立小中学校適正規模・適正配置基本方針」の策定
全国規模の少子化を受けて、文部科学省は「公立小学校・中学校の適正規模・適正配置等に関する手引」を策定し、2015年（平成27年）1月27日、各都道府県・指定都市教育委員会に通知した。
これを受けて、2019年（令和元年）8月に富士市教育員会は、富士市立小中学校適正規模等基本方針策定委員会を設置した。この委員会は、2019年（令和元年）10月24日の第2回会合で、中学校適正規模の基準を9～18学級（特別支援学級を除き各学年3～6学級）と定めた。さらに、2019年（令和元年）12月11日の第3回会合で、「現在適正規模を満たしてない小・中学校」、「今後10年間程度の短中期間において、適正規模を満たさなくなる可能性が高い小・中学校」、「現在〔適正規模を〕越える小・中学校で、今後10年間程度の短中期間において、越え続ける可能性が高い学校」の3つに分類し、吉原東中学校を「早急に」検討をすすめる必要のある学校とした。
第3回会合でパブリック・コメントの実施が決まり、2020年（令和2年）2月28日～令和2年3月31日にかけて募集された。パブリック・コメントの結果を踏まえ、第4回会合で適正規模等基本方針策定委員会は、「富士市立小中学校 適正規模・適正配置基本方針（案）」を富士市教育長に提出した。
この「富士市立小中学校 適正規模・適正配置基本方針～義務教育における望ましい学習集団の在り方について～」によれば、望ましい中学校の規模は「9学級以上で 18 学級を超えない範囲(特別支援学級を除き各学年3～6学級)」、配置条件は通学距離が「おおむね6km 以内」または通学時間が「（徒歩、自転車、交通機関等を利用した場合を含めて）おおむね 1 時間以内」とされる。具体的に、吉原東中学校のような学校規模適正化が必要な場合については、
〇現在、複式学級の対象となっている学校、及び、単学級が存在する中学校については、保護者や地域住民の意見を聞く機会を設けるとともに、早急に話し合いの場を設定し、学校や保護者、地域住民との協議を十分に図りながら、適正化の検討を進めます。
〇数年後、複式学級の対象となる可能性の高い小学校、及び、単学級が存在する可能性の 高い中学校、または、現時点で単学級が存在する小学校については、保護者や地域住民 の意見を聞く機会を設けるとともに、できるだけ早い時期に話し合いの場を設定し、学校や保護者、地域住民との協議を十分に図りながら、適正化の検討を進めます。
とした。そのスケジュールとして、学校区ごとに「富士市立小中学校適正規模・適正配置基本方針」説明会を実施した後、早急に検討が必要な学校区に対して学校・保護者・地域から構成される「〇〇学校区の教育を考える会（仮称）」を設置して説明会を開くこと、及び今後の具体策について検討することを決めた。

### 「吉原東中学校における学校教育の未来を考える会」の開催
2021年（令和3年）3月23日、富士市教育委員会は同校にて、「富士市立吉原東中学校における学校教育の未来を考える会」を開催した。教育委員会は、令和5年4月より、吉原東中学校を第三中学校に編入することを提案した。

参加者からは、スケジュールの短さを指摘する声はあったものの、少子化のなかでは「現実的には仕方がない」という意見が出された。また、同校の現状として、
一人一人の活躍の機会が多いことや、きめ細かな指導ができるなどの意見があった一方で、吉永一小の児童が中学校へ入学する際に、東中と三中に分かれてしまうことや、部活動の種目が制限される、切磋琢磨する機会が少ない
という課題が示された。
また、2016年 （平成 28年）9月に落成した新体育館を、吉原東中学校の廃校後、どのように活用するかは未定とした。ただし、改築に莫大な費用がかかっているため、取り壊す考えはないとしている。

### 住民説明会の開催
吉永地区の住民から意見を聴取するため、2021年（令和3年）5月20日（吉永地区1支部）、5月25日（吉永地区2支部）、5月31日（吉永地区3支部）、6月2日（吉永地区4支部）、6月4日（吉永第5支部）に、各支部ごとに説明会が実施された。

### 保護者・地区説明会の開催
2021年（令和3年）12月3日に吉永第一小学校で、12月14日に吉原東中学校で保護者説明会が開催された。また、12月22日に吉永まちづくりセンターで地区説明会が開催された。市側からは、

- 広報紙による具体的支援策の提案
- 「令和6年4月編入」及び「編入統合を理由とする指定校変更はできない」の説明

が行われた。

### 編入統合の決定
富士市教育委員会は、教育委員会広報紙NO4（令和4年1月20日発行）にて、以下の方針を示した。
＜富士市立吉原東中学校の編入統合に関する方針＞ 
・富士市立吉原東中学校は、令和6年4月に富士市立吉原第三中学校へ編入統合する。
・令和6年4月に在籍する新2・3年生は一斉に編入する。新1年生については吉原第三中学校へ入学する。

・令和5年度末までの吉原東中学校の教育環境を維持するためにも「令和6年4月の編入統合」を 理由とした指定校変更はできないこととする。
これは、2022年（令和4年）2月21日の教育委員会会議２月定例会で、吉原東中学校の編入統合の方針として承認された。

## 関連する人物
- 石原崇兆（サッカー選手） - 卒業生[46]
- 戸塚洋二（物理学者） - 吉原市立穆清中学校の卒業生[47][48]
- 長沢祐弥（サッカー選手） - 卒業生[49][50][51]
- 仁藤敬太（野球選手） -  卒業生[52][53]

## 周辺地域
- 富士市役所吉永まちづくりセンター
- 富士市立東図書館
- 富士市東部児童館
- 昭和幼稚園
- 富士市立吉永第一小学校
- 富士市立高等学校
- 医王寺 (富士市) – 静岡県富士市比奈にある浄土宗の寺院
- 長学寺 – 静岡県富士市比奈にある単立寺院